# تشنج قصبي
التشنج القصبي (بالإنجليزية: Bronchospasm) هو انقباض تشنجي، في العضلات في جدران أنابيب القصبات. وهو ناتج عن إطلاق سراح (تحبب) المواد في الخلايا البدينة أو الخلايا القاعدية . ويسبب صعوبة في التنفس والتي يمكن أن تكون خفيفة جدا وحادة.

## الأسباب
سبب هذا الخلل هو الإصابة باحتقان التهابي ترجع اسبابه، إما إلى الحساسية الاستنشاقية
أو ردة فعل زائدة تجاه بعض المؤثرات مثل الهواء البارد والملوثات، أو إلى الالتهابات الناتجة عن اصابة الجسم بالجراثيم والفيروسات .

## الأعراض
هذا التشنج يكون عادةً غير منتظم للعضلات الملساء في الشعب الهوائية الذي يسبب بتضييقها. يظهر في مرض الربو والتهاب الشعب الهوائية استجابة للمحفز. عادة يكون استنشاق الهواء عادي، ولكن زفره يرافقه الصفير. حيث يمكن التخفيف من التشنج بواسطة موسعات الشعب الهوائية (على سبيل المثال، في الربو) لأن الانسداد في الشعب الهوائية يمكن فتحه في هذا المرض، لكن عندما لا يكون تاثير لموسعات الشعب الهوائية (مثل في التهاب الشعب الهوائية المزمن) فهذا الانسداد في الجهاز التنفسي لا رجعة فيه.

## وصلات إضافية
- التشنج القصبي: التعريف والأعراض والأسباب والعلاج
- التشنج القصبي